# Christoph Georg Ludwig Meister
Christoph Georg Ludwig Meister (auch Christoph Georg Ludewig Meister; * 12. August 1738 in Halle (Saale); † 26. Januar 1811 in Bremen) war ein deutscher reformierter Theologe, Geistlicher und Kirchenlieddichter.

## Leben
Meister war Sohn eines Wollfabrikanten. Er durchlief die Schulen des Franckeschen Waisenhauses. 1755 wechselte er zum Studium der Theologie an die Universität Halle, ging dann 1759 nach Berlin, um eine Anstellung zu erhalten. Da dies nicht gelang, kehrte er nach Halle zurück. 1760 ging er nach Bernburg und von dort 1761 nach Ballenstedt, wo er als Rektor der Schule vorstand. 1761 wurde er außerdem in Bernburg ordiniert und 1763 erhielt er die Stelle als zweiter Prediger von Ballenstedt. 1770 erhielt er die Stelle als Konsistorialassessor und Pfarrer von Altenburg, wobei er zugleich als Lehrer der Schule in Bernburg tätig war. 1772 wurde er Prediger an der Kirche St. Stephan in Waldau.
Meister folgte 1774 einem Ruf als zweiter Stadtprediger an die Salvatorkirche nach Duisburg. 1778 erhielt er daneben eine Stelle als ordentlicher Professor der Theologie sowie als Universitätsprediger an der Universität Duisburg. Spätestens in dieser Zeit führte er den Titel eines Doktors der Theologie. Am 10. Juni 1784 wechselte er auf die dritte Predigerstelle an der Liebfrauenkirche in Bremen. Zugleich wurde ihm die Professur der Theologie am dortigen hochschulischen Gymnasium illustre übertragen. 1789 stieg er zum zweiten Prediger und schließlich am 15. März 1796 zum Pastor primarius der Liebfrauenkirche auf. Einen Ruf als Generalsuperintendent nach Detmold lehnte er ab.
Meister veröffentlichte regelmäßig religiöse Schriften und dichtete diverse Kirchenlieder, die in Gesangbüchern verschiedener Gemeinden berücksichtigt wurden, darunter Heil ihm, dem Todesüberwinder, Wir Alle, Gott und Vater, bringen und Laß mir die Feier deiner Leiden.

## Werke (Auswahl)
- Die Abendzeiten: in vier Gesängen, Reußner, Quedlinburg 1774.
- Empfindungen über Gegenstände der Religion, Natur und Freundschaft, Schwan und Reußner, Quedlinburg 1776.
- Predigten für Christliche Ehegatten, Reußner, Quedlinburg 1777.
- Lieder für Christen, Bädeker, Essen 1781.
- Kleinere theologische Schriften, 3 Teile, Meier, Bremen 1784–1785.
- Unterhaltungen der Andacht über die lezten Worte Jesu am Kreuz, Meier, Bremen 1786.
- Kleinere Erbauungsschriften, Cramer, Bremen 1788–1789.
- Religiöse Unterhaltungen für die häusliche Andacht, 2 Bände, Seyffert, Bremen 1800–1804.